# Shark
För andra betydelser, se Shark (olika betydelser).
Shark är en amerikansk kriminalserie från 2006, skapad av Ian Biederman och producerad av 20th Century Fox Television. TV-serien hade premiär på CBS den 21 september, 2006. TV3 började sända tv-serien den 15 januari, 2007. 
Andra utländska TV-bolag som visar serien är Five i Storbritannien, VOX i Tyskland, MTV 3 i Finland och på Global i Kanada.  
James Woods spelar Sebastian Stark, en advokat som lämnar sitt jobb för att bli chefsåklagare och lära en grupp unga åklagare yrket. Andra karaktärer som medverkar i TV-serien är dottern Julie Stark (Danielle Panabaker), advokaten och Starks chef, Jessica Devlin (Jeri Ryan) och de unga åklagarna Raina Troy (Sophina Brown), Madeleine Poe (Sarah Carter), Casey Woodland (Samuel Page) och Martin Allende (Alexis Cruz).
Den 20 oktober, 2006 hade tv-bolaget CBS köpt in serien för att visa de 22 avsnitt av säsong ett.
Senare i maj 2007 bestämde CBS att förnya serien med en andra säsong.
Säsong två fick dåliga tittarsiffror och CBS, som egentligen planerat att visa hela 20 avsnitt hade bara visat 16 avsnitt på grund av manusförfattarstrejken. 
Torsdagen den 29 april, 2008 återvände serien på CBS för att visa de fyra avsnitten som fanns kvar av säsong två.
Efter de dåliga tittarsiffrorna bestämde CBS att inte förnya serien med en säsong tre och 13 maj, 2008 lades serien ner.

## Handling
Vi får följa Sebastian Stark (James Woods), en tuff advokat i Los Angeles som bestämmer sig för att lämna sitt jobb när en av hans kilenter som han friat från ett brott i en rättegång, senare begår ett mord till, nu på sin fru. Stark börjar söka efter ett nytt jobb, tills borgmästaren erbjuder honom jobbet som chefsåklagare på Los Angeles District Attorneys högsta kriminalavdelning, där Jessica Devlin (Jeri Ryan), en kvinnlig advokat och Starks chef, har gett honom en grupp unga och okunniga åklagare som får lära sig hur man blir en advokat, genom att ta sig an de svåraste fallen i staden.

## Huvudroller och gäststjärnor

### Huvudroller
- James Woods - Sebastian Stark
- Danielle Panabaker - Julie Stark
- Sophina Brown - Raina Troy
- Sarah Carter - Madeleine Poe
- Jeri Ryan - Jessica Devlin
- Henry Simmons - Isaac Wright
- Sam Page - Casey Woodland
- Kevin Alejandro - Danny Reyes
- Alexis Cruz - Martin Allende

### Gäststjärnor
- Carlos Gómez - Manuel Delgado
- Zeljko Ivanek - Elliot Dasher
- William Forsythe - Harry Russo
- Matt Lanter - Eddie Linden
- Illeana Douglas - Gloria Dent
- Billy Campbell - Wayne Callison
- Kevin Pollak - Leo Cutler
- Natasha Henstridge - Nicolette Ross
- Arnold Vosloo - Andre Zitofsky

## Karaktärer

### Sebastian Stark (James Woods)
- En advokat som bestämmer sig för att lämnar sitt jobb efter att en av hans kilenter, som just blivit friad begår ett nytt mord. Stark försöker hitta ett nytt jobb, tills stadens borgmästare erbjuder honom jobbet som chefsåklagare. Jessica Devlin, en kvinnlig advokat och Starks chef har gett Stark en grupp unga åklagare med inga erfarenheter som vill bli advokater. Starks har även en 16-årig dotter, Julie Stark.

### Jessica Devlin (Jeri Ryan)
- En kvinnlig advokat som jobbat på Los Angeles District Attorney i 15 år och Starks chef. Hon ger Stark en grupp unga åklagare, som får lära sig från honom hur man tar sig an svåra fall.

### Madeline Poe (Sarah Carter)
- En åklagare i Starks grupp. Hon är den enda kvinnan som anmälde sig som frivillig till Starks grupp. Börjar ett förhållande med Casey Woodland.

### Raina Troy (Sophina Brown)
- En smart och tuff åklagare i Starks grupp, som börjar ett förhållande med den före detta officern Isaac Wright.

### Danny Reyes (Kevin Alejandro)
- En ung åklagare som transporterades från LAPDs kriminalavdelning till Starks grupp vid det första avsnittet i säsong två.

### Isaac Wright (Henry Simmons)
- En före detta officer som jobbade för LAPD. Stark erbjude Wright en plats i hans grupp efter att han hade erkänt i rättegången att han planterade bevis så att han kunde åtala sin partners mördare.

### Julie Stark (Danielle Panabaker)
- Dottern till Sebastian Stark, som bestämmer sig för att stanna med sin far för att "han behöver henne mer än han tror".

### Casey Woodland (Samuel Page)
- En snygg åklagare i Starks grupp som lämnade gruppen i säsong 1, avsnitt 21 för att sköta om sin far, en senator hans politiska kampanj.

### Martin Allende (Alexis Cruz)
- En åklagare i Starks grupp. Han blir skjuten när han försöker rädda en liten flicka från en skottlossning.

## DVD-utgåvor
| Säsong   | År            | Releasedatum     | Övrigt      |
| -------- | ------------- | ---------------- | ----------- |
| Säsong 1 | (2006)-(2007) | 31 oktober, 2007 | Svensk text |
| Säsong 2 | (2007)-(2008) | Okänt            | Okänt       |

## Avsnittsguide

### Säsong 1 (2006-2007)
| Nr | Titel                  | Regissör        | Författare           | Sammanfattning | Sändningsdatum     |
| -- | ---------------------- | --------------- | -------------------- | --- | ------------------ |
| 1  | Pilot                  | Spike Lee       | Ian Biederman        | Sharks första fall blir att förhöra en popstjärna, som blev tvungen att mörda en kille som hon dejtat efter när han försökt att våldta henne. Julie måste välja vilken förälder hon vill stanna hos. | 21 september, 2006 |
| 2  | LAPD Blue              | Rod Holcomb     | Ian Biederman        | En narkotikadetektiv hittas mördad på gatan. Stark försöker ta hjälp av polisen, men vägrar att hjälpa honom på grund av sitt förflutna som en försvarsadvokat. Han och hans team bestämmer sig för att utreda fallet själv och spåret leder till en droglangare. Julie försöker lära sig hur man kör.                               | 28 september, 2006 |
| 3  | Dr. Feelbad            | John Showalter  | Keith Eisner         | En doktor anklagas för att ha mördat sin fru. Men det finns ingen kropp och doktorn påstår att hans fru har lämnat honom eller är försvunnen. Julie blir arg på sin far när han måste ljuga åt honom för att dölja att han träffar två olika kvinnor.                                                                                | 5 oktober, 2006    |
| 4  | Russo                  | Ron Lagomarsino | Kevin Falls          | Ett par hittas mördad vid ett hus i Malibu som tillhör Harry Russo. Först tror Stark att han är mördaren, men spåret leder till en filmproducent i Hollywood, som försökt att dölja bevis som kan fälla honom. Julie hjälper en kille hon är kär i att skriva en skoltidning.                                                        | 12 oktober, 2006   |
| 5  | In the Grasp           | Steven DePaul   | Devon Greggory       | Vid ett party blir en tjej våldtagen av tre män. En av dem är en quarterback som ska spela i NFL. Men fallet förvandlas till en katastrof när vittnet berättar att hon hade samlag med en av dem samma dag som incidenten inträffade. Julie blir avstängd från skolan efter att hon anklagats för plagiat.                           | 19 oktober, 2006   |
| 6  | Fashion Police         | Arvin Brown     | Bill Chais           | Fyra latinska kvinnor blir dödad i en eldsvåda på en textilfabrik. Polisen tror att det bara var en olyckshändelse, men Martin börjar sprida falsk information till pressen för att få advokaterna att utreda fallet. Stark lovar att hjälpa Julie att sätta stopp för allt fusk efter att hon forskat efter en tidning på Internet. | 2 november, 2006   |
| 7  | Déjà vu All Over Again | Rod Holcomb     | Michael Oates Palmer | | 9 november, 2006   |

## Nomineringar
- Emmy Awards 2007 - Bästa art direction för en singel-kamera serie: (Suzuki Ingerslev), (Catherine Smith), (Rusty Lipscomb)
- Satellite Awards 2007  - Bästa manliga huvudroll i en dramaserie: (James Woods)
- Young Artist Awards 2007  - Bästa manliga gästskådespelare i en dramaserie: (Joseph Castanon)